# Tapinoma carininotum
Tapinoma carininotum este o specie de furnici din genul Tapinoma. Descrisă de Weber în 1943, specia este endemică în Sudan.